# Síndrome de Stauffer
Síndrome de Stauffer é uma síndrome paraneoplásica composta por diversos sinais e sintomas de disfunção hepática que surgem devido à presença de carcinoma de células renais.